# Wujie (köpinghuvudort i Kina, Jiangsu Sheng, lat 32,09, long 120,68)
Wujie är en köpinghuvudort i Kina. Den ligger i provinsen Jiangsu, i den östra delen av landet, omkring 180 kilometer öster om provinshuvudstaden Nanjing. Antalet invånare är 40 269. Befolkningen består av 18 933 kvinnor och 21 336 män. Barn under 15 år utgör 10,0 %, vuxna 15-64 år 75 %, och äldre över 65 år 14,0 %.
Runt Wujie är det mycket tätbefolkat, med 3 022 invånare per kvadratkilometer. Närmaste större samhälle är Nantong, 19,3 km öster om Wujie. Trakten runt Wujie består till största delen av jordbruksmark.
Genomsnittlig årsnederbörd är 1 284 millimeter. Den regnigaste månaden är juli, med i genomsnitt 239 mm nederbörd, och den torraste är januari, med 34 mm nederbörd.